# 岩手一戶隧道
岩手一戶隧道是日本東北新幹線的一條隧道，位於岩手沼宮內站和二戶站之間。隧道長25,808m，贯通時（2000年）是世界上最長的陸上（山岳）隧道，2002年随東北新幹線建成通车。這紀錄在2005年被東北新幹線另一條隧道──八甲田隧道（全長26,455m）取代。

岩手一戶隧道刨面图